# Epilobium detznerianum
Epilobium detznerianum är en dunörtsväxtart som beskrevs av Schlechter och Friedrich Ludwig Diels. Epilobium detznerianum ingår i släktet dunörter, och familjen dunörtsväxter. Inga underarter finns listade i Catalogue of Life.